# Zygodontomys brunneus
Zygodontomys brunneus es una especie de roedor de la familia Cricetidae.

## Distribución geográfica
Se encuentra sólo en Colombia. 